# اسماعیل محمد
اسماعیل محمد (انگلیسی: Ismaeel Mohammad؛ زادهٔ ۵ آوریل ۱۹۹۰) یک بازیکن فوتبال اهل قطر است.
وی همچنین در تیم ملی فوتبال قطر بازی کرده‌است.